# Variable Beta Lyrae
Les variables Beta Lyrae són una classe d'estrelles binàries molt pròximes entre elles. El seu esclat total és variable a causa del fet que les dues estrelles components orbiten una sobre l'altra, bloquejant per tant la seva llum. Els dos components de les Beta Lyrae són molt pesants (moltes de masses solars cada una) i molt grans (gegants o supergegants). Estan molt pròximes una de l'altra, i la seva configuració està fortament distorsionada per les forces gravitatòries que exerceixen una sobre l'altra: aquestes estrelles tenen forma el·lipsoïdal, i hi ha fluxos importants de massa d'un component a l'altre.

## Fluxos de massa
Aquests fluxos de massa són deguts al fet que una de les estrelles, en el curs de la seva evolució, ha esdevingut una gegant o supergegant. Aquestes estrelles grans perden fàcilment una part de la seva massa, justament a causa del fet que són molt grans: la gravitació a la seva superfície és feble i, per tant, el gas es pot despendre (l'anomenat vent estel·lar). En els sistemes binaris d'estrelles que estan a prop una de l'altra com els sistemes beta Lyrae, un segon efecte reforça la pèrdua de massa: quan una estrella gegant s'infla, pot abastar el seu límit de Roche, això és, una superfície matemàtica que envolta les dues components d'una estrella binària, i dins la qual la matèria pot fluir d'una a l'altre. Part de la seva massa és transferida a l'estrella companya, mentre la resta es perd en l'espai.

## Corbes de llum
Les corbes de llum de les variables beta Lyrae són completament suaus: els eclipses comencen i acaben tan gradualment que el moment exacte és impossible de determinar. Això és a causa del fet que el flux de massa entre les components és tan gran que envolta completament el sistema formant una atmosfera comuna. L'amplitud de les variacions de l'esclat en la majoria de casos és menor d'una magnitud; l'amplitud més gran coneguda és 2,3 magnituds (V480 Lyrae).
El període de variació de la claror és molt regular. Ve determinat pel període de revolució de la binària, el temps que tarden les dues components a voltar una vegada l'una sobre l'altra. Aquests períodes són curts, solen ser d'un o molt pocs dies. El període més curt conegut és de 0,29 dies (QY Hydrae); el més llarg és de 198,5 dies (W Crucis). En els sistemes beta Lyrae amb períodes més llargs de 100 dies una de les components generalment és una supergegant.
Els sistemes Beta Lyrae són a vegades considerats un subtipus de les variables Algol; sigui com sigui, les seves corbes de llum són diferents (els eclipses de les variables Algol tenen un perfil molt més sobtat). Per altra banda, les variables beta Lyrae es semblen un poc a les variables W Ursae Majoris; si bé, aquestes darreres són en general binàries molt apropades (les anomenades binàries de contacte), i les seves estrelles components són més lleugeres que les dels sistemes beta Lyrae (d'una massa solar aproximadament).

## Exemples d'estrelles β Lyrae
El prototipus d'estrelles variables beta Lyrae és  β Lyrae, anomenada també Sheliak. La seva variabilitat fou descoberta en el 1784 per John Goodricke.
Es coneixen a prop d'un miler de binàries β Lyrae: la darrera edició del Catàleg General d'Estrelles Variables (2003) n'esmenta 835 (el 2,2% de totes les estrelles variables). Abaix es donen les dades de les deu variables β Lyrae més brillants. (Vegeu: Llista de les estrelles variables conegudes).
| estrella                                                                                   | tipus*   | període (dies) | magnitud aparent magnitud (max, min) | espectre              | distáncia/br>(anys llum) |
| ------------------------------------------------------------------------------------------ | -------- | -------------- | ------------------------------------ | --------------------- | ------------------------ |
| ζ And                                                                                      | EB/GS/RS | 17,7695        | 3,92-4,14                            | K1II-III              | 181                      |
| UW CMa                                                                                     | ~EB/KE   | 4,393407       | 4,84-5,33                            | O7Ia:fp+OB            | ~3000                    |
| τ CMa                                                                                      | EB       | 1,28           | 4,32-4,37                            | O9Ib                  | ~3000                    |
| β Lyr (prototype)                                                                          | EB       | 12,913834      | 3,25-4,36                            | B8II-IIIep            | 880                      |
| δ Pic                                                                                      | ~EB/D    | 1,672541       | 4,65-4,90                            | B3III+O9V             | 1700                     |
| V Pup                                                                                      | EB/SD    | 1,4544859      | 4,35-4,92                            | B1Vp+B3:              | 1200                     |
| PU Pup                                                                                     | EB       | 2,57895        | 4,69-4,75                            | B9                    | 550                      |
| υ Sgr                                                                                      | EB/GS    | 137,939        | 4,53-4,61                            | B8pI:+O9V ? (or F2p?) | ~1700                    |
| μ¹ Sco                                                                                     | EB/SD    | 1,44626907     | 2,94-3,22                            | B1.5V+B6.5V           | 800                      |
| π Sco                                                                                      | EB       | 1,57           | 2,82-2,85                            | B1V+B2V               | 460                      |
| *) EB = Variable beta Lyrae; per altres codis vegeu: Catàleg General d'Estrelles Variables |          |                |                                      |                       |                          |